# Affaire Taxquet contre Belgique
 L’arrêt Taxquet contre Belgique de la Grande chambre de la Cour européenne des droits de l'homme a été prononcé en audience publique au Palais des droits de l'homme, à Strasbourg, le 13 janvier 2009.
Il s'agissait de déterminer, principalement si le procès de Richard Taxquet avait violé l'article 6 § 1 de la Convention « en raison du fait que l'arrêt de condamnation de la cour d'assises était fondé sur un verdict de culpabilité non motivé, qui ne pouvait faire l'objet d'un recours devant un organe de pleine juridiction » (§ 62 de l'arrêt).
Richard Taxquet a été condamné pour avoir organisé l'assassinat d'André Cools, perpétré le 18 juillet 1991 à Liège. Ce jugement, le condamnant à une peine d'emprisonnement de 20 ans avait été prononcé par un jury d'assises le 7 janvier 2004.